# NGC 750
NGC 750 је елиптична галаксија у сазвежђу Троугао која се налази на NGC листи објеката дубоког неба.
Деклинација објекта је + 33° 12' 35" а ректасцензија 1h 57m 32,6s. Привидна величина (магнитуда) објекта NGC 750 износи 12,0 а фотографска магнитуда 13,0. Налази се на удаљености од 54,497 милиона парсека од Сунца. NGC 750 је још познат и под ознакама UGC 1430, MCG 5-5-34, CGCG 503-62, KCPG 46A, ARP 166, VV 189, 6ZW 123, PGC 7369.